# Nedrow
Nedrow és una concentració de població designada pel cens dels Estats Units a l'estat de Nova York. Segons el cens del 2000 tenia 2.265 habitants.

## Demografia
Segons el cens del 2000, Nedrow tenia 2.265 habitants, 868 habitatges, i 604 famílies. La densitat de població era de 892,4 habitants/km².
Dels 868 habitatges en un 33,1% hi vivien nens de menys de 18 anys, en un 49,2% hi vivien parelles casades, en un 15,2% dones solteres, i en un 30,4% no eren unitats familiars. En el 24,9% dels habitatges hi vivien persones soles el 12,6% de les quals corresponia a persones de 65 anys o més que vivien soles. El nombre mitjà de persones vivint en cada habitatge era de 2,61 i el nombre mitjà de persones que vivien en cada família era de 3,1.
Per edats la població es repartia de la següent manera: un 27,5% tenia menys de 18 anys, un 5,7% entre 18 i 24, un 29,3% entre 25 i 44, un 22% de 45 a 60 i un 15,5% 65 anys o més.
L'edat mediana era de 38 anys. Per cada 100 dones de 18 o més anys hi havia 85 homes.
La renda mediana per habitatge era de 39.423 $ i la renda mediana per família de 43.491 $. Els homes tenien una renda mediana de 31.518 $ mentre que les dones 21.523 $. La renda per capita de la població era de 19.470 $. Entorn de l'1,7% de les famílies i el 4,2% de la població estaven per davall del llindar de pobresa.